# A Helluva Boss epizódjainak listája
Ez a szócikk a Helluva Boss című animációs sorozat epizódjait sorolja fel.

## Évados áttekintés
| Évad | Évad        | Epizódok    | Eredeti adó        | Eredeti adó        | Eredeti adó |
| Évad | Évad        | Epizódok    | Évadpremier        | Évadfinálé         | Eredeti adó |
| ---- | ----------- | ----------- | ------------------ | ------------------ | ----------- |
|      | Próbaepizód | Próbaepizód | 2019. november 25. | 2019. november 25. |             |
|      | 1.          | 8           | 2020. október 31.  | 2023. június 24.   |             |
|      | 2.          | 12          | 2022. július 22.   | 2024. december 21. |             |

## Epizódok

### Pilot epizód (2019)
| # | Cím   | Rendező                           | Író                                                 | Premier            |
| --- | ----- | --------------------------------- | --------------------------------------------------- | ------------------ |
| 1. | Pilot | Vivenne Medrano és Brandon Rogers | Samantha Ames, Amanda Heard, Amy Heard és Lidia Liu | 2019. november 25. |
| Egy elég introvertált ördög, Blitz és alkalmazottjai: Moxxie, Millie és Loona (akik együtt egy bérgyilkos céget üzemeltetnek) megbeszélést tartanak a múltban elkövetett hibáikról. Az egyik visszaemlékezésből kiderül, hogy egy balul elsült akció közben majdnem megöltek egy kisgyereket. Végül a dolgok tisztázódnak, és kiderül, hogy a gyermeket kellett volna megölni. |       |                                   |                                                     |                    |

### 1. évad (2020-2021)
| Sor. | Év. | Cím                       | Rendező          | Író                                | Premier             |
| ---- | --- | ------------------------- | ---------------- | ---------------------------------- | ------------------- |
| 1.   | 1.  | Murder Family             | Vivienne Medrano | Vivienne Medrano és Brandon Rogers | 2020. október 31.   |
| 2.   | 2.  | Loo Loo Land              | Vivienne Medrano | Vivienne Medrano és Brandon Rogers | 2020. december 9.   |
| 3.   | 3.  | Spring Broken             | Vivienne Medrano | Vivienne Medrano és Brandon Rogers | 2021. január 31.    |
| 4.   | 4.  | C.H.E.R.U.B               | Vivienne Medrano | Vivienne Medrano és Brandon Rogers | 2021. március 14.   |
| 5.   | 5.  | The Harvest Moon Festival | Vivienne Medrano | Vivienne Medrano és Brandon Rogers | 2021. április 30.   |
| 6.   | 6.  | Truth Seekers             | Vivienne Medrano | Vivienne Medrano és Brandon Rogers | 2021. augusztus 21. |
| 7.   | 7.  | OZZIE'S                   | Vivienne Medrano | Vivienne Medrano                   | 2021. október 31.   |
| 8.   | 8.  | Queen Bee                 | Vivienne Medrano | Vivienne Medrano és Brandon Rogers | 2023. június 24.    |

### 2. évad (2022-2024)
| Sor. | Év. | Cím                          | Rendező          | Író                                            | Premier             |
| ---- | --- | ---------------------------- | ---------------- | ---------------------------------------------- | ------------------- |
| 9.   | 1.  | The Circus                   | Vivienne Medrano | Vivenne Medrano, Adam Neylan és Brandon Rogers | 2022. július 22.    |
| 10.  | 2.  | Seeing Stars                 | Vivienne Medrano | Adam Neylan                                    | 2022. október 18.   |
| 11.  | 3.  | Exes and Oohs                | Vivienne Medrano | Adam Neylan                                    | 2023. március 11.   |
| 12.  | 4.  | Western Energy               | Vivienne Medrano | Vivienne Medrano                               | 2023. május 20.     |
| 13.  | 5.  | Unhappy Campers              | Vivienne Medrano | Adam Neylan                                    | 2023. július 8.     |
| 14.  | 6.  | Oops                         | Vivienne Medrano | Vivienne Medrano                               | 2023. szeptember 9. |
| 15.  | 7.  | Mammon's Magnificent Musical | Vivienne Medrano | Vivienne Medrano                               | 2023. október 29.   |
| 16.  | 8.  | The Full Moon                | Vivienne Medrano | Vivienne Medrano és Adam Neylan                | 2024. május 31.     |
| 17.  | 9.  | Apology Tour                 | Vivienne Medrano | Vivienne Medrano                               | 2024. június 22.    |
| 18.  | 10. | Ghostfuckers                 | Vivienne Medrano | Brandon Rogers                                 | 2024. október 31.   |
| 19.  | 11. | Mastermind                   | Vivienne Medrano | Vivienne Medrano                               | 2024. november 29.  |
| 20.  | 12. | Sinsmas                      | Vivienne Medrano | Vivienne Medrano                               | 2024. december 21   |

## Helluva Shorts (rövidfilmek, 2024-)
Mindegyik epizódot Vivienne Medrano rendezett.
| #  | Eredeti cím          | Író              | Storyboard      | Eredeti premier      |
| -- | -------------------- | ---------------- | --------------- | -------------------- |
| 1. | Hell's Belles        | Morgana Ignis    | Kaden Westbrook | 2024. április 26.    |
| 2. | Mission: Antarctica  | Adam Neylan      | Gavin Arucan    | 2024. július 31.     |
| 3. | Mission: Weeaboo-Boo | Adam Neylan      | Amanda Heard    | 2024. augusztus 31.  |
| 4. | Mission: Chupacabras | Vivienne Medrano | Karl Hadrika    | 2024. szeptember 21. |